# Калонимос бен-Калонимос
Калонимос бен-Калонимос бен-Меир (лат. Kalonymus ben Kalonymus ben Meir), именуемый также Маэстро Кало (Maestro Calo; род. в Арле в 1286 году, ум. после 1328 года) — провансальский раввин, философ и переводчик с арабского.

## Биография
Происходил из известной провансальской семьи, многие члены которой занимали высокое положение среди евреев. Отец Калонимоса и сам Калонимос пользовались титулом «наси». Сын изучал философию и раввинскую литературу, а также медицину, но, по-видимому, никогда не практиковал. Начал свою литературную деятельность, когда ему было всего двадцать лет; приобрёл большую славу в качестве переводчика и автора оригинальных произведений.
Около 1314 года Калонимос поселился в Авиньоне, где позже сблизился с Робертом Анжуйским, который отправил его с рекомендательным письмом в Рим с научными целями. В Риме учёность Калонимоса и его нравственные качества снискали ему благоволение именитых членов еврейской общины.
Когда семья его отозвала из Рима, поэт Иммануэль Римский написал письмо к наси Самуилу из Арля (Samuel d’Arles) с протестом от имени римской еврейской общины против вынужденного отъезда Калонимоса. В 1328 году Калонимос был в Арле, где, по всей вероятности, оставался вплоть до своей смерти, точная дата которой неизвестна.

## Сочинения
- Полемическое сочинение на древнееврейском языке против Ибн-Каспи, главным образом, против его библейского комментария, озаглавленного «Тират Кесеф», или «Сефер га-Сод». Воздав должное таланту и учёности Ибн-Каспи, Калонимос критикует эту книгу, в которой нашёл много ошибок и утверждает, что если бы даже это сочинение было совершенно, оно не должно было быть опубликовано, вследствие непочтительного отношения автора к библейским личностям (издано Перлесом под заглавием «Kalonymos ben-Kalonymos Sendschreiben an Joseph Caspi», Мюнхен, 1879).[3]
- «Сефер Мелахим» — трактат по арифметике, геометрии и астрологии, отрывок которого был найден Штейншнейдером (Мюнхен, MS., № 290). Трактат был сожжён по желанию «Великого короля» (по мнению Штейншнейдера — Роберта Анжуйского).[3]
- «Эбен Бохан» (1332) — этический трактат в рифмованной прозе в подражание Иедаии Бедереси в «Bechinot Olam». В конце трактата он перечисляет страдания Израиля и выражает надежду, что Господь смилостивится над его народом, который в течение трёх лет (1319—1322) подвергался сильным преследованиям со стороны пастухов и прокажённых. «Эбен Бохан» был впервые опубликован в Неаполе в 1489 году и выдержал много изданий. Дважды переведён на немецкий язык (Зульцбах, 1705; Будапешт, 1878).[3]
- «Массехет Пурим» — пародия на праздник Пурим, написанная в Риме и изданная в Пезаро, 1507. Позже этот род пародий нашёл многих подражателей.[3]